# جورج كوان
جورج كوان هو سياسي كندي، ولد في 25 يونيو 1831 في كندا، وتوفي في 3 سبتمبر 1910 في نفس البلد. انتخب عضو الجمعية التشريعية لكولومبيا البريطانية ‏.